# 제이미 재윈스키
제이미 워너 재윈스키(Jamie Werner Zawinski, 1968년 11월 3일 ~), 흔히 jwz로 알려진 그는 미국의 컴퓨터 프로그래머, 블로그 운영자이자 흥행사이다. 그는 넷스케이프 내비게이터, 넷스케이프 메일, 루시드 이맥스, Mozilla.org, 그리고 XScreenSaver를 만드는 데 기여한 것으로 가장 잘 알려져 있다. 그는 또한 샌프란시스코의 나이트클럽이자 라이브 음악 공연장인 DNA 라운지의 소유주이다.

## 생애
재윈스키의 프로그래밍 경력은 16세에 카네기 멜런 대학교의 스콧 팰만의 스파이스 리스프(Spice Lisp) 프로젝트로 시작되었다. 그 후 그는 AI 스타트업인 엑스퍼트 테크놀로지스(Expert Technologies, Inc.)에서 일했고, 이어서 UC 버클리의 로버트 윌렌스키와 피터 노빅의 AI 연구 그룹에서 자연어 처리 작업을 했다.
1990년에 그는 루시드 사에서 일하기 시작했으며, 처음에는 루시트 커먼 리스프(Lucid Common Lisp)를 작업한 다음 루시드의 Energize C++ IDE를 작업했다. 루시드는 무료 라이선스, 인기, 확장성 때문에 GNU 이맥스를 IDE의 텍스트 편집기로 사용하기로 결정했으며, 재윈스키가 그 프로젝트를 이끌었다. 재윈스키와 다른 프로그래머들이 새로운 기능을 추가하기 위해 GNU 이맥스에 근본적인 변경을 가하면서, 이러한 패치를 주 트리에 병합하는 방법에 대한 긴장이 결국 GNU 이맥스와 루시드 이맥스(현재 XEmacs)로 프로젝트가 포크되는 결과를 낳았다.
1992년에 그는 XScreenSaver의 첫 버전을 출시했으며, 이는 현재 240개 이상의 화면 보호기를 포함하는 자유-오픈 소스 컬렉션이다. 처음에는 유닉스용으로 출시되었지만, 현재는 macOS, iOS, 안드로이드도 지원한다. 유닉스 시스템에서는 화면을 비우고 잠그는 프레임워크도 제공한다. 그는 여전히 이를 유지보수하고 있으며, 매년 여러 차례 새로운 릴리스를 내놓고 있다.

### 넷스케이프와 모질라
1994년 루시드의 파산 이후, 재윈스키는 나중에 넷스케이프로 알려진 Mosaic Communications의 초기 직원 중 한 명이었다. 넷스케이프에서 그는 넷스케이프 내비게이터 1.0의 유닉스 버전을 개발했으며, 그 후 HTML을 기본적으로 지원하는 최초의 메일 리더(또는 유즈넷 리더)인 넷스케이프 메일을 개발했다.
재윈스키는 직원 회의 중에 "모질라"(원래는 웹 브라우저의 내부 코드명)라는 이름을 떠올렸는데, 이는 고지라를 참조하고 "모자이크 킬러"의 혼성어였다.
그가 넷스케이프 브라우저에 코딩한 이스터 에그는 월드 와이드 웹 초기에 꽤 유명해졌다. 주소창에 "about:jwz"를 입력하면 사용자를 그의 홈페이지로 안내하고 브라우저 로고 애니메이션이 불을 뿜는 용으로 바뀐다.
재윈스키는 회사 안팎에서 자유 소프트웨어에 대한 오랜 지원과 옹호를 통해 1998년 넷스케이프가 브라우저의 소스 코드를 오픈 소스로 결정한 것에 영감을 준 것으로 평가받고 있다.
그는 Mozilla.org의 설립자였으며, 넷스케이프의 오픈 소스 발표 당일에 직접 도메인 이름을 등록하고 첫 해 동안 조직을 설계하고 운영하는 데 도움을 주었다.
1999년 넷스케이프가 AOL에 인수되었을 때, 그는 모질라의 작업이 넷스케이프가 있든 없든 계속될 것이라고 설명하는 게시물을 작성했다. 그리고 소스 코드 최초 공개 1년 후, 그는 프로젝트에 참여한 다른 사람들이 코드를 점진적으로 개선하는 대신 다시 작성하기로 결정한 것에 실망하여 넷스케이프와 모질라를 사임했다.

### DNA 라운지
모질라를 떠난 직후, 그는 샌프란시스코의 나이트클럽인 DNA 라운지를 인수했다고 발표했다. 재윈스키는 1999년에 약 5백만 달러에 나이트클럽을 매입했으며, 2001년 7월에 재개장했다. 그는 이 과정을 "DNA 시퀀싱"이라는 블로그에 상세히 기록했다.
2016년, 그는 관객 감소로 인한 침체기에 공연장을 유지하기 위해 대체 자금 조달 아이디어를 모색했다.

## 인터뷰 및 출연
2000년 재윈스키는 1998년 모질라 재단의 설립과 브라우저 소스 코드 출시를 기록한 PBS 다큐멘터리 Code Rush에 출연했다.
재윈스키는 조시 퀴트너의 1998년 저서 'Speeding the Net: The Inside Story of Netscape and How It Challenged Microsoft'와 글린 무디의 2001년 저서 'Rebel Code: Linux and the Open Source Revolution'에 광범위하게 등장한다.
피터 자이벨의 2009년 저서 'Coders at Work: Reflections on the Craft of Programming'에는 재윈스키에 대한 챕터가 있다.
그리고 2001년, 그는 독일 공영 텔레비전의 다큐멘터리 'California Dreamin': The Gold Rush'에 출연했다.

재윈스키는 컴퓨터 역사 박물관의 전시회인 'Revolution: The First 2000 Years of Computing'에 있는 여러 비디오 설치물에 등장한다.
그는 또한 2017년 로테르담의 헤트 니우어 인스티튜트에서 라파엘 로젠달이 기획한 갤러리 전시회 'Sleep Mode: The Art of the Screensaver'에도 출연했다.

## 재윈스키의 법칙
재윈스키의 소프트웨어 포괄의 법칙(Zawinski's Law of Software Envelopment), 일명 재윈스키의 법칙은 다음과 같이 명시한다.
 모든 프로그램은 메일을 읽을 수 있을 때까지 확장하려 한다. 그렇게 확장할 수 없는 프로그램은 그렇게 할 수 있는 프로그램으로 대체된다.

어떤 이들은 이를 인기 있는 기능들로 인해 소프트웨어 블롯이 발생하는 현상에 대한 논평으로 해석했다.
재윈스키는 2020년에 다음과 같이 말했다.
 내 요점은 모방에 대한 것이 아니라 플랫폼화에 대한 것이었다. 당신이 하루 종일 '살아가는' 앱들은 모든 것이 되고 모든 것을 하려는 압력을 받는다. 텍스트 편집 앱은 IDE가 되고, OS가 된다. 하이퍼텍스트 문서를 표시하는 앱은 메일 리더가 되고, OS가 된다.

## 원칙
재윈스키는 처음에는 리스프 프로그래머로 두각을 나타냈지만, 그의 주요 프로젝트 대부분은 C로 작성되었다. 그럼에도 불구하고 그는 메모리 보안과 자동 메모리 관리가 부족한 언어에 대해 오랫동안 비판적이었다. 그는 특히 C++에 반대하는 의견을 피력해왔다. 피터 자이벨의 저서 'Coders at Work: Reflections on the Craft of Programming'에서 재윈스키는 C++를 "혐오스러운 것... 객체 시스템이라고 생각하는 PDP-11 어셈블러"라고 불렀다.
비록 그가 펄로 많은 유틸리티를 작성하고 발표했지만, 그 또한 비판을 피할 수 없었는데, 그는 펄을 "C와 리스프의 최악의 측면을 모두 결합한 것: 하나의 단일 실행 파일 안에 10억 개의 다른 서브 언어가 있다. C의 강력함과 포스트스크립트의 가독성을 결합했다."고 특징지었다.
그는 자바 프로그래밍 중 겪었던 몇 가지 언어 및 라이브러리 결함에 대해 비판했다. 특히 특정 기본 클래스의 오버헤드와 함께, 썬이 언어, 클래스 라이브러리, 가상 머신, 보안 모델을 모두 "자바"라는 이름으로 혼동하게 만든 마케팅 및 정치적 배경을 비판했다. 그는 이러한 행위가 모두에게 해를 끼쳤다고 주장한다. 긍정적인 측면에도 불구하고, 재윈스키는 결국 C로 프로그래밍으로 돌아갔는데, "여전히 이식 가능한 프로그램을 배포할 수 있는 유일한 방법"이기 때문이다.